# أناستازيو بوستامانتي
أناستازيو بوستامانتي (بالإسبانية: Anastasio Bustamante) (و. 1780 – 1853 م) هو سياسي، وطبيب، وعسكري محترف من المكسيك ولد في ولاية ميتشواكان.